# Ми-8
Ми-8 (НАТО класификација ), совјетски је средњи двомоторни транспортни хеликоптер, који такође може да буде и наоружан. Први једномоторни прототип, В-8, полетео је 9. јула 1961. године. Други прототип, са два мотора, направио је свој први лет 17. септембра 1962. године. После одређених измена, уведен је у Совјетско ратно ваздухопловство 1967. године, као Ми-8. У већем броју варијанти, укупно је произведено 12 000 примерака хеликоптера Ми-8.

Преко 50 држава поседују хеликоптере Ми-8 у оперативној употреби, укључујући Индију, Кину, Иран и друге велике земље. Касније је развијена извозна верзија Ми-17, са јачим моторима коју користи преко 20 држава.> 

## Развој
У Совјетском Савезу посебна пажња је била поклањана хеликоптерској технологији. До краја 1950. године у њиховом ваздухопловству, било је већ неколико хеликоптерских дивизија. Постојао је наоружан вишенаменски Ми-4, који је могао пренети само 19 падобранаца у непријатељску позадину, или транспортовати осам носила, један топ или аутомобил. Војска је била задовољна са овом летјелицом, али је конструктор проценио да је дошло време хеликоптера са турбинским мотором.
У другој половини 1950. године, појавила се потреба транспорта ракетног система „Луна“, а за то је била потребна већа носивост. Пројекат хеликоптера, који је задовољавао те услове, добио је ознаку Ми-8. На инсистирање Никите Хрушчова, нови хеликоптер Ми-8, морао је задовољити војне и цивилне потребе. Рад на Ми-8 је био у пуном замаху, када је главни пројектант Михаил Миља послат у САД за процену и евентуално да купи неколико хеликоптера од фирме Сикорски. Главни разлог је био упознавање производње и испитивања америчких хеликоптера. Тада су Совјети чак и летели на хеликоптеру S-58. После смене Хрушчова, 1964. године, команда Ратног ваздухопловства Совјетског Савеза није увела у оперативну употребу Ми-8. Набављено је само неколико десетина примерака за испитивање. Међутим, насупрот војсци Министарство за цивилну авијацију, увело је Ми-8 у масовну употребу.
У јуну 1965. године, Совјетски Савез је представљен на међународној изложби у Буржеу, крај Париза и са својим хеликоптерима Ми-8, Ми-6 и Ми-10. Њихов наступ, био је сензационалан и високо оцењен међу светским стручњацима. После овога великог успеха у Буржеу, војно руководство је почело ценити високе квалитете хеликоптера Ми-8. Почео се масовно користити за транспорт, медицинске услуге, за електронско ратовање, летеће командно место и остало.
Програм Ми-8 прати огромна техничка документација модификација и усавршавања. У разним варијантама је произведен у 12 000 примерака. На основу тога искуства и резултата, развијен је десантни хеликоптер Ми-14.

## Опис
Ми-8 је двомоторни хеликоптер, са једним петокраким главним ротором. Ротор је са три степена слободе закретања, у функцији управљања са вектором силе узгона, у току лета. Кракови елисе ротора, израђени су од легуре алуминијума, а опремљени су са системом за одлеђивање, са мануелним и аутоматским регулисањем.
У случају отказа једног од мотора, нормално се лети са преосталим другим у најближу базу за слетање. Демонстриран је и лет, без обртања главног ротора, погледај филм.
|                                           |                                                                   |
| Аерофлотов Ми-8Т, снимљен на Аљасци 1989. | Председник Дмитриј Медведев у посети бироу и фабрици хеликоптера. |

Поједини, унутрашњи, делови кабине, изнутра су заштићени од зрна ватреног оружја и шрапнела са непробојним плочама. Резервоари горива су самозаптивајући, у случају механичког оштећења нанета смеша на унутрашњим њиховим зидовима затвара отворе, у циљу спречавања истицања горива.
Извори електричне енергије су генератори једносмерне струје ГС-18, са мотором и алтернатором СГО-30 и са електромагнетним претварачем.
Стајни органи су типа трицикл, не увлачећи су, са слободним су точком предње ноге. Спољни систем носача, омогућава хеликоптеру транспорт терета, масе до 3 000 kg.
Ми-8 поседује четвороканални аутопилот АП-34, са функцијама стабилизује правца, нагиба и уздужног кретања, а и одржава константну задату висину лета.
Стални резервоари горива имају запремину од 1 870 литара, а са уградњом допунских, иста се повећава на 3.700 литара. Сви хидраулички системи су удвојени, ради резервације веће поузданости. Ми-8 поседује и против пожарни систем, ради повећања отпорности на ватрена дејства и преживљавања.
Стандардна верзија носи 24 путника, или 12 рањеника, спољњег терета 3 000 kg или 4.000 kg, ако се део терета распореди и у унутрашњости. На хеликоптер се може поставити и електрична спољна дизалица, са носивошћу до 2.000 kg.
Запремина унутрашњости кабине, у оквиру је димензија 5,34 m х 2,32 m х 1,8 m. Приступ томе простору је кроз двоја врата, бочна и задња.
Хеликоптери Ми-8 изведени су у великом броју варијанти, различито подешених и опремљених. Савремене варијанте су опремљене софистицираном опремом, која им омогућује лет у свима временским условима, дању и ноћу.

### Карактеристике
| Параметри           | В-8      | Ми-8П     | Ми-8Т     | Ми-8        | Ми-18       | Ми-8МТВ-1   | Ми-8АМТ     | Ми-172      |
| Година конструкције | 1961.    | 1965.     | 1965.     | 1975.       | 1980.       | 1987.       | 1991.       | 1991.       |
| Посада              | 3        | 3         | 3         | 3           | 3           | 3           | 3           | 3           |
| Број падобранаца    | 18       | 28        | 24        | 24          | 30          | 24          | 27          | 26          |
| Дужина []           | 25,31    | 25,31     | 25,31     | 25,31       | 25,31       | 25,31       | 25,31       | 25,31       |
| Висина []           | 5,54     | 5,54      | 5,54      | 5,54        | 5,54        | 5,54        | 5,54        | 5,54        |
| Пречник ротора []   | 21,0     | 21,3      | 21,3      | 21,3        | 21,3        | 21,3        | 21,3        | 21,3        |
| Маса празног []     | 5.726    | 7.000     | 6.934     | 7.200       | 7.550       | 7.381       | 6.913       | 7.514       |
| Нормална маса []    | —        | 11.570    | 11.100    | 11.100      | 11.500      | 11.100      | 11.100      | 11.878      |
| Максимална маса []  | —        | 12.000    | 12.000    | 13.000      | 13.000      | 13.000      | 13.000      | ?           |
| Мотор               | 1×АИ-24В | 2×ТВ2-117 | 2×ТВ2-117 | 2×ТВ3-117МТ | 2×ТВ3-117МТ | 2×ТВ3-117ВМ | 2×ТВ3-117ВМ | 2×ТВ3-117ВМ |
| Снага мотора        | 1×1.418  | 2×1.119   | 2×1.119   | 2×1.418     | 2×1.418     | 2×1.493     | 2×1.493     | 2×1.493     |
| Максим. брзина []   | —        | 250       | 260       | 250         | 270         | 250         | 250         | 250         |
| Брзина крст. []     | —        | 225       | 225       | 220         | 240         | 240         | 230         | 230         |
| Плафон []           | —        | 4.200     | 4.500     | 5.000       | 5.550       | 6.000       | 6.000       | 6.000       |
| Долет []            | ?        | 425       | 480       | 520         | 580         | 590         | 570         | 715         |

## Варијанте
Ми-8 је хеликоптер са масовном серијском производњом у великом броју варијанти и са оперативном употребом у великом броју земаља.

### Прототипске варијанте
- В-8, први је једномоторни прототип хеликоптера, из породице Ми-8, која га је следила.
- В-8А, двомоторни је прототип, био је наменска основа за наредне верзије.
- В-8АТ, прототип је вишенаменске верзије Ми-8Т.
- Ми-8, двомоторни је прототип за верификацију серијског стандарда.

### Основна војна намена
- Ми-8ТГ, са модификованим мотором за употребу бензина.
- Ми-18 је прототип хеликоптера, за верификацију модификација стандардног Ми-8. На два Ми-8, повећана је дужина за 0.9 метара, стајни органи су увлачећи, а клизна врата су додата на десни бок трупа. Тај стандард има ознаку Ми-18, а коришћен је у Црвеној армији, у рату у Авганистану, а касније за обуку пилота за Ми-8/Ми-17.
- Ми-8Т, транспортна је верзија. То је вишенаменски хеликоптер, са масовном серијском производњом и са масовном оперативном употребом. Може превозити 24 војника, наоружан је са топом ПК и са невођеном ракетом С-5.
- Ми-8ТВК, је верзија са снажним наоружањем ваздух–тло, коришћена је за директну и ефикасну ваздушни подршку. Структура трупа је модификована са додата два спољашња носача, чиме су добијена 6 носача за убојна средства и са уграђеним покретним митраљезом калибра од 12,7mm, у носном делу трупа. Наоружање чине ракете С-5 калибра од 57mm, бомбе или противоклопне ракете АТ-2.

- Ми-8АМТШ, варијанта је транспортно–јуришног хеликоптера, са потпуно истим наоружањем као на Ми-24 и опремљен уређајима за ноћне услове видљивости. Извозна верзија има ознаку Ми-171Ш. У жаргону је овај хеликоптер добио надимак „терминатор“.

### Командни хеликоптери
- Ми-8ИВ, варијанта је за летеће командно место при десанту. Карактеришу га комуникациона опрема, мноштво антена и доплер радар, са доње стране репа. Варијанта је добијена са преправком структуре трупа Ми-8Т. Намењен је за извоз, обележен је као Ми-9.
- Ми-8ППА, хеликоптер за прислушкивање, летећа је радио-платформа. Опремљен је са 6 антена, у “X”-облику на трупу. Развијен је само за извоз.
- Ми-8ПС, развијен је за радио везу, а и као командни хеликоптер.
- Ми-8СМВ, летећа електронска-платформа, користи се за подршку из ваздуха у ометању и обавештавању.
- Ми-8ВПК носи комуникационе уређаје, у контејнерима подвешеним на спољне носаче за убојна средства.
- Ми-19 је командни хеликоптер, летеће је командно место за команданте оклопних и пешадијских јединица (развијен је од Ми-8МТ/Ми-17).
- Ми-19Р је командни хеликоптер, сличан Ми-19, али је намењен за команданте ракетне артиљерије.

### Помоћне војне намене
- Ми-8MB, војна–санитетска је верзија.
- Ми-8Р, извиђачка је верзија.
- Ми-8К , верзија је за артиљеријско осматрање и корекцију ватре.

### Војна и Цивилна намена
- Ми-8П је путничка цивилна верзија.
- Ми-8С, цивилна је ВИП путничко / транспортна верзија.
- Ми-8МПС, спасилачка је верзија, користи се углавном у Малезији у спасилачкој и ватрогасној служби.
- Ми-8МА, верзија за поларна истраживања на Арктику.
- Ми-8АТ, цивилна транспортна је верзија, са унапређеним моторима.
- Ми-8АТС, пољопривредна је верзија.
- Ми-8ТЛ, верзија је за истраживање ваздухопловних удеса.

## Оперативна употреба

### Југославија
Југословенско ратно ваздухопловство, купило је 24 хеликоптера Ми-8Т. Исти су примљени од испоручиоца у периоду од маја 1968. до маја 1969. године и са њима су опремљене две ескадриле (12+12), новоформираног 119. транспортног пука у Нишу. Након тога, од 1973. године до раних 1980-их, Југославија је купила додатне хеликоптере Ми-8Т, са којима је опремила још две ескадриле 111. пука на војном аеродрому Плесо код Загреба и 790-ту ескадрилу у Дивуљама, код Сплита. Та ескадрила је припадала Југословенској ратној морнарици. Укупно, Југословенска народна армија је поседовала 92 хеликоптера Ми-8Т. Ти хеликоптери су били обележени са ХТ-40, док је са интерном модификацијом неколико хеликоптера подешено за електронско ратовање, у варијанти ХТ-40Е. Око 40 хеликоптера су били опремљени системом за гашење пожара.
Југословенски хеликоптери Ми-8, коришћени су у почетној кризи на граничним прелазима у Словенији, 27. јуна 1991. године, за транспорт војника и федералне полиције. Припадници словеначке територијалне одбране, оборили су један хеликоптер са ракетом земља–ваздух Стрела 2. Том приликом су погинули сви путници и посада хеликоптера.
Током проширења кризе на Хрватску и Босну и Херцеговину у процесу рушења СФРЈ, у зиму 1991. и у пролеће 1992. године, Југословенска народна армија, са хеликоптерима Ми-8 евакуисала је повређено особље, транспортовала своје људство и опрему при повлачењу у Србију и Црну Гору. У томе процесу су хрватске снаге са ватреним оружјем обориле један Ми-8, у близини Славонског Брода, 4. октобра 1991. године. 
Након што су босански Срби прогласили своју државу, у пролеће 1992. године, неколико Ми-8 је остало у њиховом саставу. Војска Републике Српске, поседовала је 12 хеликоптера Ми-8Т који су били оперативни, све до Операција Коридор. У томе периоду, изгубљена су 3 хеликоптера Ми-8, од непријатељске ватре. Три хеликоптера Ми-8, користила је милиција хрватских Срба на, аеродрому Удбина, у Лици.
Хрватске снаге заробиле су један Ми-8, 23. септембра 1991. године, код Петриње када је хеликоптер Југословенског ратног ваздухопловства принудно слетео након што је оштећен од стрељачке ватре. Још 6 хеликоптера Ми-8Т и 18 Ми-8МТВ-1, купили су Хрвати од бивших земљама варшавског пакта током рата, али је исти само 16 преживело. Преостали Ми-8Тс су повучени из службе хрватског ратног ваздухопловства после рата, док је Ми-8МТВс наставио службу. Накнадно су купљени и хеликоптери Ми-171.
Армија Босне и Херцеговине, илегално је набавила хеликоптере Ми-8Т, Ми-8МТВ и Ми-17 из различитих извора. Хеликоптерске посаде, биле су без одговарајуће обуке, због чега су муслиманске снаге изгубиле половину. Два хеликоптера су оборена од стране српске противавионске одбране, један око Жепе, док је један Ми-17 оборен са системом „Куб“, при чему је погинуло више људи, међу њима и политичари и украјински пилот, плаћеник. Неколико хрватских Ми-8МТВ илегално је подржавало операције босанских Хрвата у Босни и Херцеговини.
Македонско ваздухопловство је купило 14 Ми-17В-1 у 1994. и 2 Ми-8МТ у 2001. години, у Украјини. Један од њих се срушио у удесу, погинуло је свих 8 путника и 3 чланова посаде у у јануару 2008. У мају 2008. Македонија је набавила још 4 Ми-171, из Литваније.
Током рата на Косову 1998-1999. године, ваздухопловство СРЈ је користило Ми-8 за транспорт људства и материјала својих снага, у неприступачним планинским областима. При евакуацији повређених, лица током НАТО бомбардовања Југославије 1999. године, морали су летети на екстремно малим висинама, како би избегли откривање од стране НАТО-вих авиона.

### Остали
Хеликоптер Ми-8, коришћен је у свима локалним сукобима у свету, у разним улогама, сагласно својој намени и могућностима.
- Шестодневног рата, 1967.
- Октобар арапско-израелског рата, 1973.
- Сомали-етиопски рат, 1977—1978.
- Авганистански рат, 1979-1989.
- Ирачко-ирански рат, 1980—1988.
- Сукоби у Карабаху
- Први чеченски рат, 1994—1996.
- Еритрејско-етиопски рат, 1998.-2000.
- Инвазија Дагестана, 1999.
- Каргилски рат, 1999.
- Други чеченски рат, 1999.
- Оружаних сукоба у Јужној Осетији, 2000.
- Грађански рат у Сирији 2011.

## Корисници[9]
| - Русија - Абхазија - Азербејџан - Алжир - Аргентина, 2хМи-171Е - Јерменија - Ангола - Авганистан - Бангладеш - Белорусија - Бугарска - Босна и Херцеговина - Буркина Фасо - Бутан - Венецуела, 20 Ми-17, 6 Ми-17 уговорени. - Мађарска - Вијетнам - Гана - Немачка - Грузија - Џибути - Замбија - Египат - Индија, поред постојећих Ми-8 и Ми-17, планирају још 80 хеликоптера Ми-17В-5. - Индонезија, 6 Ми-17-В5 уведено је 2008. године. - Ирак - Иран, од уговорених 5 Ми-171, испоручено је 2. - Казахстан - Киргистан - Кина - Северна Кореја - Колумбија - Куба | - Летонија - Литванија - Естонија - Македонија - Мексико - Молдавија - Монголија, 1 Ми-171 испоручен је у августу 2008. - Непал - Нигерија - Никарагва - Пакистан - Пољска - Перу, у 2010. биће испоручено 6 Ми-17 - Румунија - Сирија - Србија, поседује 5 Ми-17 и 6 Ми-8т примерка. - Словенија - Судан - Сједињене Америчке Државе - Сијера Леоне - Таџикистан - Туркменистан - Турска - Украјина - Узбекистан - Чад - Црна Гора - Чешка - Хрватска - Еквадор Корисници авиона - Еритреја - Јужна Осетија - Јужна Африка - Уједињене нације | Корисници хеликоптера Ми-8. — Војна употреба, — Цивилна употреба, — Војна и цивилна употреба. |